# Gnaeus Julius Agricola
Gnaeus Julius Agricola (Forum Julii (het huidige Fréjus), 13 juni 40 – aldaar, 23 augustus 93) was een Romeinse politicus, bestuurder en militair, die verantwoordelijk is voor een belangrijk deel van de verovering van Romeins Britannia. Zijn biografie, de De vita et moribus Iulii Agricolae, was het eerste gepubliceerde werk van zijn schoonzoon de historicus Tacitus, en is de bron voor het meeste van wat er over hem bekend is.
Geboren in een aanzienlijke Romeinse familie uit het zuiden van Gallië begon Agricola zijn militaire carrière in Britannia, waar hij diende onder gouverneur Gaius Suetonius Paulinus. In zijn daaropvolgende carrièrestappen was hij achtereenvolgens quaestor in de provincie Asia (64), vervolgens volkstribuun (66) en praetor (68). Tijdens het vierkeizerjaar (69) steunde hij Vespasianus. Toen Vespasianus keizer was geworden kreeg hij het militaire commando over Britannia. Nadat deze opdracht in 73 was geëindigd werd hij in Rome tot patriciër verheven. Daarna volgde een gouverneurschap van de provincie Gallia Aquitania en vervolgens een consulschap. Zijn carrière vond in 77 zijn bekroning toen hij tot gouverneur van Britannia werd benoemd. Daar voltooide hij de verovering van de gebieden die nu Wales en Noord-Engeland worden genoemd. Hij leidde zijn leger naar het uiterste noorden van Schotland, waar hij in een groot deel van de Lowlands fortificaties oprichtte. In 85 werd hij na een ongebruikelijk lange periode uit Britannia teruggeroepen. Daarna trok hij zich uit het militaire en openbare leven terug.

## Vroege jaren
Agricola werd in het jaar 40 in de provincie Gallia Narbonensis (het moderne Zuid-Frankrijk) geboren in de colonia Forum Julii. Agricola's ouders waren beide afkomstig uit senatoriale families. Zijn beide grootvaders hadden als keizerlijk gouverneur in een van de provincies gediend. Zijn vader, Julius Graecinus had zich onderscheiden door zijn interesse in de filosofie. Graecinus bereikte de rang van praetor. In het jaar 40 werd hij tevens lid van de Romeinse Senaat. In het najaar van hetzelfde jaar 40 (tussen augustus 40 en januari 41) had keizer Caligula zijn dood bevolen, omdat hij had geweigerd om Marcus Junius Silanus, de achterneef van de keizer te vervolgen.
Zijn moeder heette Julia Procilla. De Romeinse historicus Tacitus beschrijft haar als "een bijzonder deugdzame vrouw". Tacitus vertelt dat Procilla een grote genegenheid voor haar zoon had. Agricola werd opgeleid in Massilia. Daar legde hij een naar men vond ongezonde interesse in de filosofie aan de dag.

## Loopbaan
Agricola begon zijn loopbaan tussen 58-62 in Groot-Brittannië als militair tribuun in de staf van de gouverneur van Britannia Gaius Suetonius Paulinus. In 65 diende hij als quaestor in Asia onder Lucius Salvius Otho Titianus, de broer van de latere keizer Otho. In 67 was hij volkstribuun, een jaar later praetor. Tijdens het vierkeizerjaar sloot Agricola bij Vespasianus aan, dit nadat zijn moeder op haar eigen landgoed was gedood door soldaten van keizer Otho. In 69/70 werd hij door de nu keizer geworden Vespasianus bevorderd tot legaat van Legio XX Valeria Victrix in Britannia, waar hij in eerste instantie onder Marcus Vettius Bolanus en vanaf 71 onder Quintus Petillius Cerialis diende. Na zijn terugkeer uit Britannia - waarschijnlijk in 73/74 - werd hij door Vespasianus in de stand van de patriciërs opgenomen en tot gouverneur van de provincie Gallia Aquitania benoemd.
Intussen was hij door keizer Vespasianus voor het jaar 77 tot 'consul suffectus' benoemd. Na een kleine drie jaar in Gallia Aquitania te hebben doorgebracht vertrok hij nu naar Rome om daar zijn taken als "consul suffectus" op zich te nemen. In Rome verloofde zijn dochter zich met de later beroemd geworden historicus Tacitus; Het paar trouwde in het jaar daarop. Agricola werd in het College van Pontifices benoemd. In het jaar 78 werd Agricola ten slotte als opvolger van Sextus Julius Frontinus tot gouverneur van Britannia benoemd. Hij vertrok voor een derde keer naar Britannia.

## Gouverneur in Britannia
Toen Agricola in het midden van de zomer van 77 in Britannia aankwam ontdekte hij dat de Ordovices in het noorden van Wales de op hun grondgebied gestationeerde Romeinse cavalerie zo goed als vernietigd hadden. Agricola begon in 78.n.Chr. een veldtocht tegen deze stam en wist hen te verslaan. Daarna trok hij naar het noorden van het eiland Mona (Anglesey). Gaius Suetonius Paulinus was er in het jaar 60 niet in geslaagd dit eiland te onderwerpen, dit vanwege het uitbreken van de opstand van koningin Boudicca. Agricola slaagde erin om de inwoners om vrede te laten smeken. Ook slaagde hij erin een goede reputatie als een bestuurder te vestigen door de op veel plaatsen corrupte korenheffing te hervormen. Hij introduceerde maatregelen om de romanisering van het gebied te bevorderen. Onder andere moedigde hij gemeenschappen aan om nederzettingen conform Romeinse model te bouwen. Ook stimuleerde hij dat de zonen van de inheemse adel op de Romeinse manier zouden worden opgevoed.
Ook breidde hij het Romeinse bestuur naar het noorden naar Caledonia (het moderne Schotland) uit. In de zomer van 79 drong hij met zijn legers de monding van de rivier de Taus en liet daar forten oprichten. Hij ondervond daarbij nauwelijks tegenstand. Dit wordt vaak geïnterpreteerd als de Firth of Tay, maar dit lijkt ongerijmd, omdat de Tay verder noordwaarts ligt dan de Firths of Clyde en Forth, die Agricola pas een jaar later wist te bereiken. Anderen suggereren dat de Taus de Solway Firth moet zijn geweest.
Hij breidde de Romeinse macht in Britannia sterk uit. Hij veroverde Noord-Wales en Anglesey (78), en trok daarna noordwaarts door Engeland en veroverde Zuid-Schotland (vanaf 80), en bouwde een lijn van forten tussen de Firth of Forth en de Firth of Clyde. In de Slag bij Mons Graupius (ca. 83) versloeg hij de Caledoniërs. Agricola zond een vloot uit die om de noordkant van Brittannië heen voer en de Orkneyeilanden ontdekte. In 84 werd hij na een ongebruikelijk lange ambtsperiode teruggeroepen naar Rome.

### Agricola in Ierland?
In 81 stak Agricola "in het eerste schip een water over" en versloeg verschillende volkeren die tot dan toe onbekend waren aan de Romeinen. Tacitus vertelt ons in hoofdstuk 24 van Agricola, niet welk water hij precies overstak, hoewel de meeste geleerden geloven dat het de Clyde of Forth was. Sommige vertalers voegen zelfs de naam van de door hen geprefereerde rivier aan de tekst toe, maar de rest van het hoofdstuk heeft uitsluitend betrekking op Ierland. De tekst van de Agricola is hier gecorrigeerd om het Romeinse "oversteken in een spoorloze wildernis" weer te geven, verwijzend naar de wildernis van het schiereiland Galloway.
Agricola versterkte de kust die tegenover Ierland lag. Tacitus herinnerde eraan dat zijn schoonvader vaak claimde dat Ierland met één legioen en hulptroepen kon worden veroverd. Hij had onderdak gegeven aan een verbannen Ierse koning, die hij hoopte nog te kunnen gebruiken als een excuus voor een eventuele verovering. Deze verovering is nooit werkelijkheid geworden, maar sommige historici geloven dat de oversteek waaraan gerefereerd wordt in feite een kleinschalig verkenning of strafexpeditie naar Ierland was.
De Ierse mythologie voorziet hier in een opvallende parallel. Van Tuathal Teachtmhar, een legendarische hoge koning, wordt gezegd dat hij als jongen uit Ierland was verbannen, maar dat hij uit Britannia aan het hoofd van een leger terugkeerde om de troon op te eisen. De traditionele datum van zijn terugkeer is 76-80. Ook heeft de archeologie op verschillende locaties Romeinse of Romeins-Britse artefacten gevonden die verband houden met Tuathal.

### De invasie van Caledonia (Schotland)
Het volgende jaar bracht Agricola een vloot bijeen en omsingelde hij de stammen voorbij de Forth. De Caledoniërs stelden zich nu in groten getale tegenover hem op. Zij vielen 's nachts het kamp van de Legio IX Hispana aan, maar Agricola's cavalerie wist zij op de vlucht te jagen. De Romeinen reageerden hierop door verder naar het noorden te trekken. In dit jaar beviel Agricola's vrouw van zoon. Deze stierf echter nog voor zijn eerste verjaardag.
In de zomer van 83 werd Agricola met de verzamelde legers van de Caledoniërs geconfronteerd. Dezen werden geleid door Calgacus. De beide legers troffen elkaar tijdens de Slag bij Mons Graupius. Tacitus schatte de sterkte van de Caledoniërs op 30.000 Agricola zette zijn hulptroepen in de frontlinie, zijn legioenen zette hij in reserve. Omdat de Caledoniërs ongepunte zwaarden gebruikten wilde Agricola zo veel mogelijk in de kleine ruimte vechten, dit opdat de zwaarden van de Caledoniërs zo weinig mogelijk konden worden ingezet. Hoewel de Caledoniërs op de vlucht werden gejaagd en de strijd verloren, wist twee derde van hun leger naar de Schotse Hooglanden of zoals Tacitus deze noemde de "ongebaande wildernis" te ontsnappen. Het aantal Caledonische slachtoffers werd door Tacitus op ongeveer 10.000 geschat. De Romeinen verloren 360 manschappen.
Volgens een aantal auteurs zou deze strijd zich in de Grampian Mounth in het zicht van de Noordzee hebben afgespeeld. In het bijzonder Roy, Surenne, Watt, Hogan maar ook anderen hebben theorieën geponeerd dat de plaats van de slag bij Mont Graupius, Kempstone Hill, Megray Hill of een andere heuvel in de buurt van het Romeinse kamp Raedykes kan zijn geweest. Deze hoogten liggen allen niet ver van Elsick Mounth, een oude trackway die zowel door de Romeinen als de Caledoniërs tijdens militaire manoeuvres werd gebruikt.
Tevreden met zijn overwinning nam Agricola gijzelaars van de Caledonische stammen. Mogelijk is hij met zijn leger naar de noordelijke kust van Britannia gemarcheerd,, zoals blijkt uit de waarschijnlijke ontdekking van een Romeins fort bij Cawdor (in de buurt van Inverness).
Hij gaf de prefect van de vloot de instructie om langs de noordkust van Caledonia te varen. Daarmee werd voor de eerste keer officieel bevestigd dat Britannia een eiland was.

## Laatste jaren
Agricola werd pas in 85, na een bijzonder lange ambtstermijn als gouverneur van ruim zes jaar als gouverneur uit Britannia teruggeroepen. Tacitus beweert dat keizer Domitianus zijn terugroeping beval omdat de successen van Agricola de eigen bescheiden overwinningen van de keizer in Germania overtroffen. De relatie tussen Agricola en de keizer is niet geheel duidelijk: aan de ene kant werd Agricola bekroond met triomfantelijke decoraties en een standbeeld (afgezien van een echte triomftocht de hoogste militaire onderscheiding); aan de andere kant bekleedde Agricola na zijn vijfenveertigste nooit meer een burgerlijke of militaire post, dit ondanks zijn ervaring en bekendheid. Hij zou het gouverneurschap van de Romeinse provincie Africa aangeboden hebben gekregen, maar dit met een beroep om zijn slechte gezondheid of (zoals Tacitus beweert) door machinaties van Domitianus hebben geweigerd.
In 93 overleed Agricola op 53-jarige leeftijd op zijn familielandgoed in Gallia Narbonensis. Er circuleerden geruchten waarin zijn dood werd geweten aan vergiftiging in opdracht van keizer Domitianus. Voor deze aantijging is echter nooit enig bewijs geleverd.
In recent onderzoek wordt erop gewezen dat Tacitus niet helemaal verhullen kan dat Agricola Domitianus steeds enthousiast heeft gediend en dat hij als dank daarvoor bij de keizer in de hoogste gunst stond. De bewering dat Domitianus hem naar buiten toe hem weliswaar eerde en beloonde, maar hem stiekem toch vreesde en haatte, zou heel goed een apologie kunnen zijn om in de kritische situatie van 97/98, toen Tacitus waarschijnlijk de Agricola schreef, te rechtvaardigen dat Agricola en zijn schoonzoon, Tacitus onder de "tiran" Domitianus zulk een briljante carrière hadden gemaakt. Tacitus zou met zijn werk wat afstand hebben willen scheppen tussen hem en zijn familie aan de ene kant en de "vervloekte" ex-keizer Domitianus aan de andere kant.

## Biografie door Tacitus
Agricola ontleent zijn bekendheid voor een groot deel aan zijn biografie De vita et moribus Iulii Agricolae, geschreven door zijn schoonzoon, Tacitus.

## Trivia
Naar Agricola is het metrostation Giulio Agricola in Rome genoemd.